# Матаморос (муниципалитет Тамаулипаса)
Матаморос (исп. Matamoros) — муниципалитет в Мексике, штат Тамаулипас с административным центром в городе Эройка-Матаморос. Численность населения, по данным переписи 2010 года, составила 489 193 человека.

## Общие сведения
Название Matamoros дано в честь героя войны за независимость Мексики Мариано Матамороса.
Площадь муниципалитета равна 4633 км², что составляет 5,77 % от общей площади штата, а наивысшая точка — 39 метров, расположена в поселении Ла-Пальмита.
Он граничит с другими муниципалитетами штата Тамаулипас: на юге с Сан-Фернандо, на западе с Рио-Браво и Валье-Эрмосо, на севере проходит государственная граница с американским штатом Техас, а на востоке омывается водами Мексиканского залива.

## Учреждение и состав
Муниципалитет был образован в 1825 году, в его состав входит 717 населённых пунктов, самые крупные из которых:
| Код INEGI | Населённый пункт                                                             | Численность населения (2005 год) | Численность населения (2010 год) |
| --------- | ---------------------------------------------------------------------------- | -------------------------------- | -------------------------------- |
| 022       | Всего                                                                        | 462157                           | 489193                           |
| 0001      | Эройка-Матаморос (исп. Heroica Matamoros) 25°52′47″ с. ш. 97°30′15″ з. д.    | 422711                           | 449815                           |
| 0264      | Рамирес (исп. Ramírez) 25°56′56″ с. ш. 97°47′13″ з. д.                       | 3390                             | 3743                             |
| 0104      | Эль-Контроль (исп. El Control) 25°57′41″ с. ш. 97°48′48″ з. д.               | 3197                             | 3136                             |
| 0603      | Лас-Игерильяс (исп. Las Higuerillas) 25°15′44″ с. ш. 97°26′10″ з. д.         | 2036                             | 2139                             |
| 1890      | Сефересо-3 (тюрьма) (исп. Cefereso Número 3) 25°50′50″ с. ш. 97°38′00″ з. д. | 468                              | 2082                             |
| 0337      | Санта-Аделайда (исп. Santa Adelaida) 25°51′19″ с. ш. 97°39′05″ з. д.         | 1729                             | 1754                             |
| 0297      | Эстасьон-Сандоваль (исп. Estación Sandoval) 25°54′09″ с. ш. 97°39′50″ з. д.  | 1095                             | 1146                             |
| 0146      | Галаненьо (исп. El Galaneño) 25°45′40″ с. ш. 97°32′40″ з. д.                 | 1150                             | 1057                             |

## Экономика
По статистическим данным 2000 года, работоспособное население занято по секторам экономики в следующих пропорциях: сельское хозяйство, скотоводство и рыбная ловля — 3,5 %, промышленность и строительство — 48,5 %, сфера обслуживания и туризма — 44,9 %, прочее — 3,1 %.

## Инфраструктура
По статистическим данным 2010 года, инфраструктура развита следующим образом:
- электрификация: 96,6 %;
- водоснабжение: 94,5 %;
- водоотведение: 89,6 %.

## Фотографии

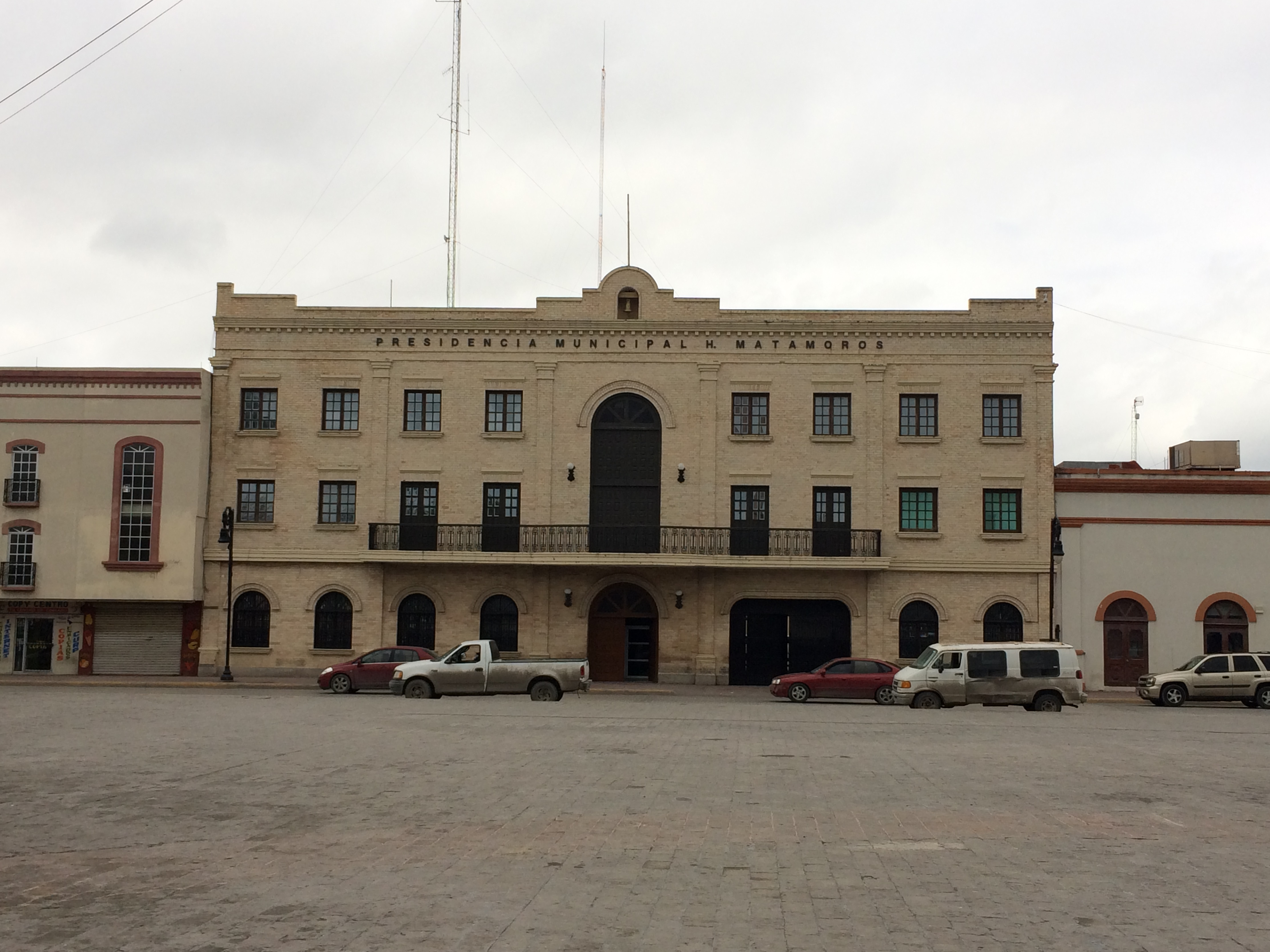
Здание администрации
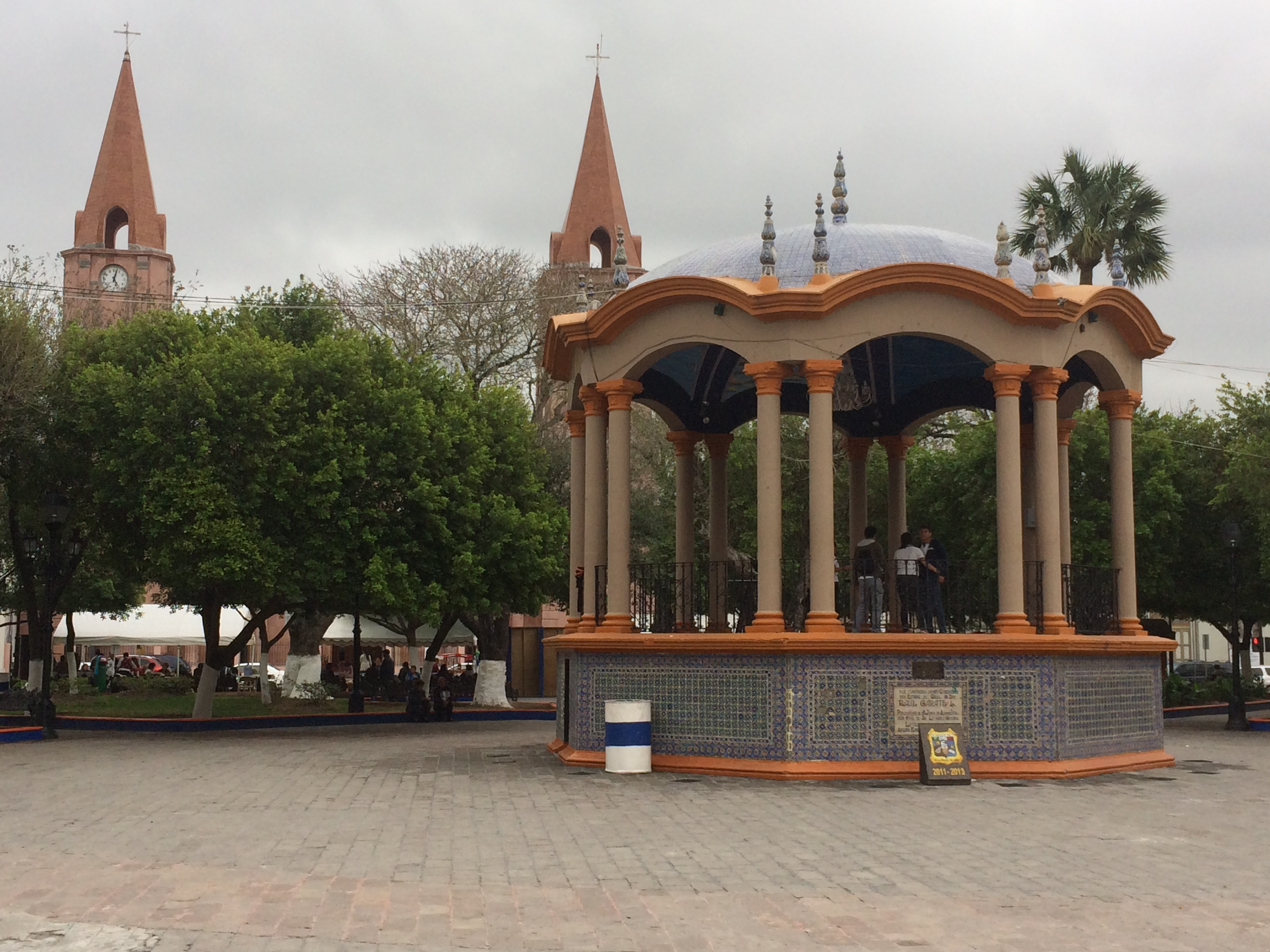
Центральная площадь Эройка-Матамороса
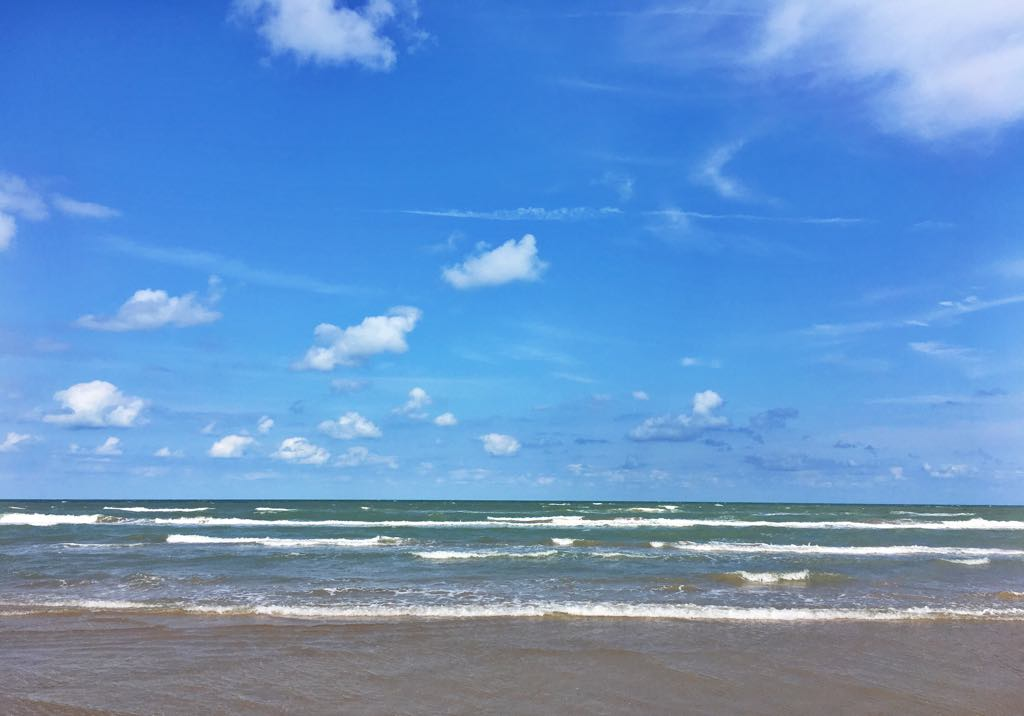
Пляж Багдад